# Leviathan (Teleskop)

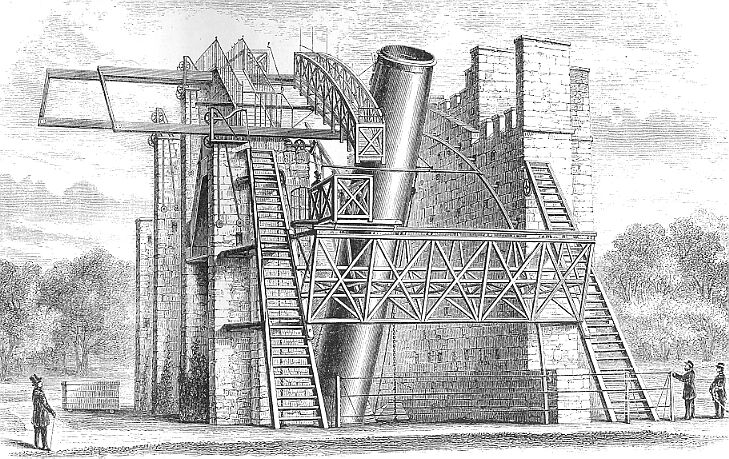
Der „Leviathan“ in Beobachtungsposition

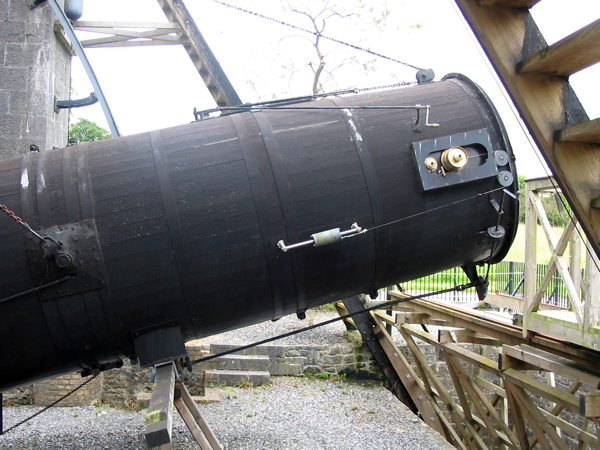
Wiederaufgebautes Teleskop 2005

Leviathan (of Parsonstown) ist der inoffizielle Name für das Spiegelteleskop, mit dem William Parsons, 3. Earl of Rosse, die Spiralnatur von Galaxien erkannte. Der Name geht auf ein riesiges Seeungeheuer der biblischen Mythologie zurück.
Nachdem William Parsons mit seinem 36-Zoll-Spiegelteleskop neblige Objekte erfolgreich beobachtet hatte, errichtete er von 1842 an ein Spiegelteleskop mit dem doppelten Durchmesser (183 cm, Brennweite ca. 16 m). Nach drei Jahren Bauzeit wurde es im Februar 1845 auf dem Schloss des Earls im irischen Birr in Betrieb genommen. Bereits im April desselben Jahren erkannte Parsons an M51, dass dieses Objekt eine Spiralstruktur hat. Die Hungersnot in Irland verhinderte dann eine regelmäßige Nutzung des Riesenteleskops bis 1848.
Im Prinzip ist es – zwischen zwei parallelen Mauern von 15 m Höhe – montiert wie ein Meridianteleskop, jedoch kann man es um je zehn Grad nach Ost bzw. West schwenken. So können die wandernden Himmelsobjekte eine Zeitlang verfolgt werden. Der riesige Tubus wird mittels Flaschenzügen und Winschen in Position gebracht. Für fotografische Aufnahmen war das Teleskop nicht geeignet, da es keine Nachführmechanik hatte. So konnte es nur visuell genutzt werden.
Der Beobachter stand in einer Höhe von bis zu 18 m über Grund auf einer brückenartigen Galerie.
Der Spiegel aus „speculum metal“ (Spiegelmetall), einer bronzeähnlichen Legierung, wog allein 3,8 Tonnen. Seine Herstellung verlangte eine besondere Gießtechnik: kühlte der Klotz zu rasch ab, dann konnte er zerspringen. Lord Rosse musste also – nach dem fehlgeschlagenen ersten Versuch – für weiteres Heizen sorgen, um die Abkühlung kontrolliert langsam ablaufen lassen zu können.
Für das Schleifen und Polieren wurde eine eigene dampfgetriebene Maschinerie konstruiert. Der fertige Spiegel wurde in seiner Zelle auf 27 stützenden Punkten (später 81) gelagert.
Die Spiegeloberfläche lief relativ bald an und minderte so die Lichtmenge, die den Beobachter erreichte. Daher musste der Spiegel alle halbe Jahre nachpoliert werden – eine sehr aufwendige Arbeit, da dabei auch die Paraboloidform wiederhergestellt werden musste. Aus diesem Grunde hatte das Teleskop zwei Spiegel für raschen Austausch.
Der (notgedrungen) schlichten Mechanik und den ungünstigen Witterungsbedingungen zum Trotz konnte der Erbauer sensationelle Beobachtungen machen. Er konnte bald bei 14 Galaxien eindeutig feststellen, dass sie eine spiralige Struktur hatten; 224 weitere noch nicht bekannte Nebel beschrieb er erstmals.
Von 1874 bis 1878 benutzte Dreyer das Teleskop. Auch er konnte eine Reihe nichtstellarer Objekte entdecken und fremde Beobachtungen verifizieren. Damit legte er die Basis für den New General Catalogue (NGC), der 1888 veröffentlicht wurde.
Leviathan war von 1845 an das bei weitem größte Teleskop der Welt und wurde erst 1917 mit der Inbetriebnahme des 100-Zöllers des Mount-Wilson-Observatoriums übertroffen.
Nach dem Tod des Sohnes des Erbauers im Jahr 1908 wurde das Teleskop abgebaut und der Spiegel in das Science Museum in London gebracht. Um 1914 wurden die massiven Metallteile für Kriegszwecke eingeschmolzen, Tubus und Mechanik verrotteten in den folgenden Jahrzehnten.
Der 6. Earl of Rosse jedoch interessierte sich für das Gerät und sammelte schriftliche Unterlagen über die Konstruktion und den Betrieb. Auf Initiative des Amateurastronomen Patrick Moore begannen im März 1994 die Restaurierungsarbeiten, die 1999 abgeschlossen werden konnten. Das Teleskop ist nun mit einem modernen Spiegel (aus Aluminium, nicht aus Glas) und elektronisch gesteuerten Motoren ausgestattet und – sofern es das Wetter erlaubt – voll funktionsfähig wie vor 150 Jahren.